# 7,5 cm KwK 37

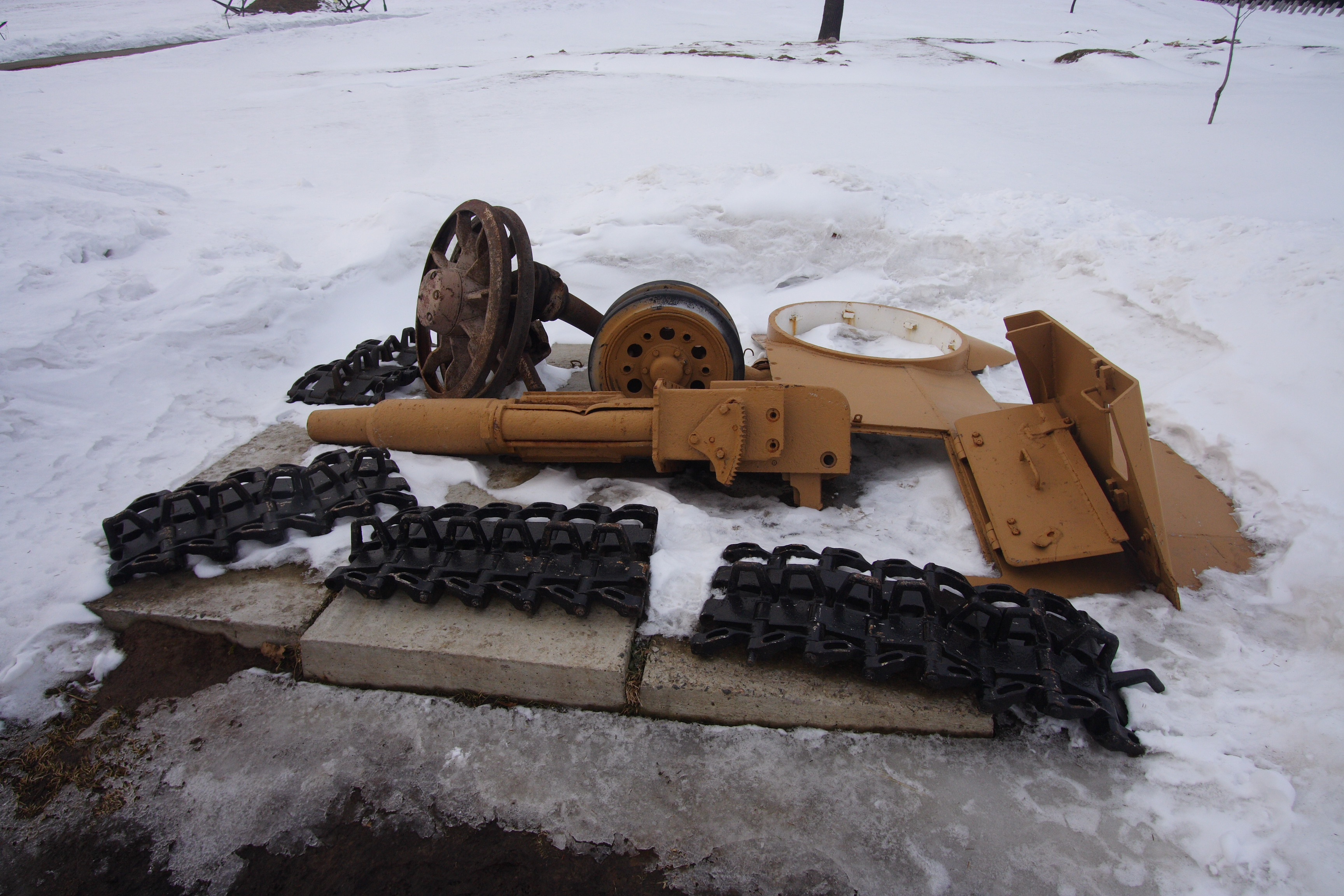
Детали Pz.Kpfw.IV. В центре расположена 7,5 cm KwK 37.

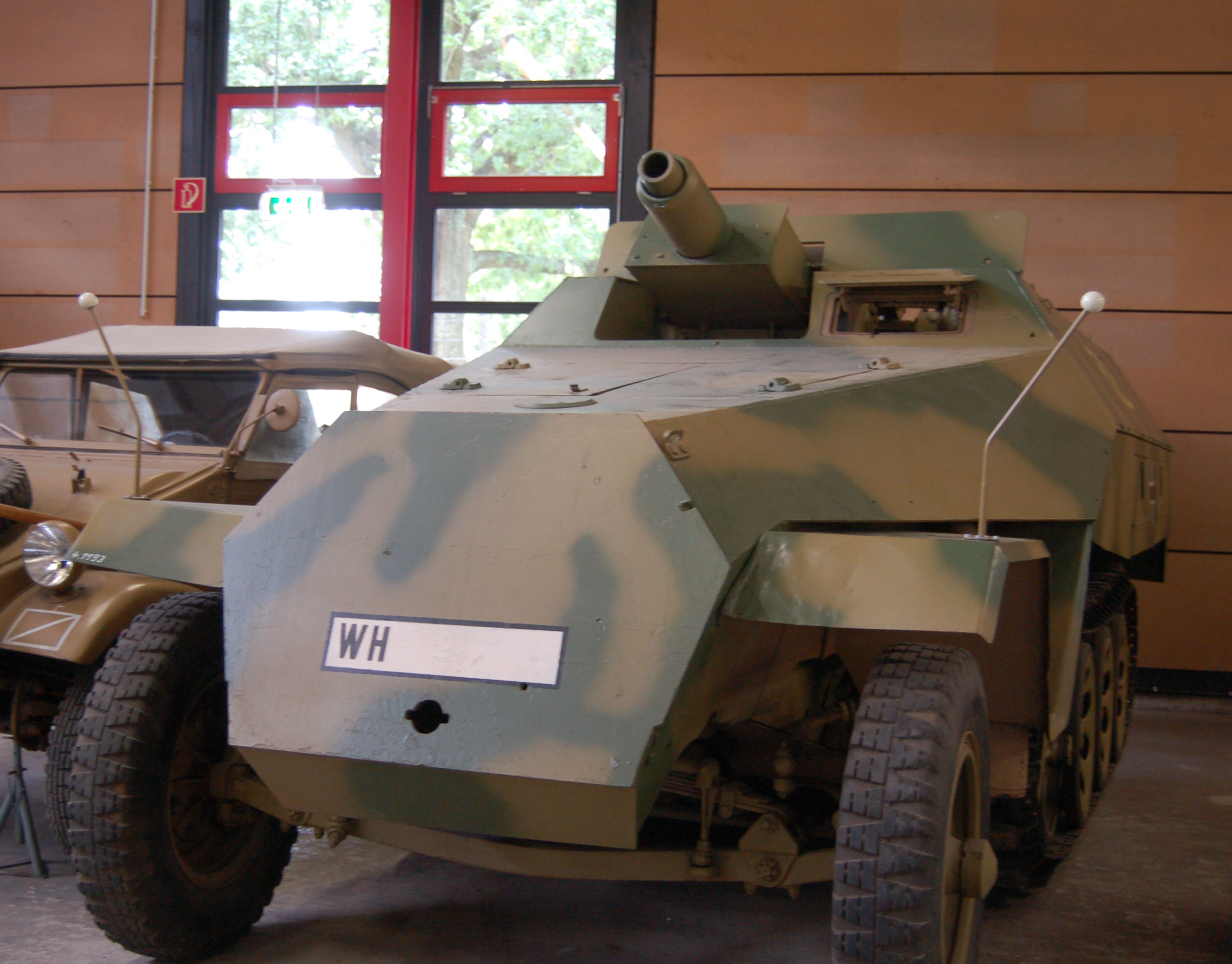
Sd.Kfz. 251/7 Mittlerer Schützenpanzer (Ausf. D)

7,5 cm KwK 37 L/24 (7,5 cm Kampfwagenkanone 37 L/24) — немецкая 75-мм танковая пушка, использовавшаяся главным образом в качестве основного вооружения средних танков PzKpfw IV, PzKpfw III и штурмового орудия Sturmgeschütz III в 1939 — 1943 годах. С развитием танкостроения и особенно после начала войны с Советским Союзом пушка показала свою слабость из-за малой скорости бронебойного снаряда и малой эффективной дальности стрельбы кумулятивного снаряда. К концу 1941 года использовалась в основном как орудие поддержки пехоты, для уничтожения живой силы противника и  слабоукреплённых оборонительных точек. Стоимость её составляла 8 тысяч рейхсмарок.
Впоследствии заменялась пушкой 7,5 cm KwK 40 L/43. И далее самой массовой танковой пушкой — 7,5 cm KwK 40 L/48.

## Боеприпасы

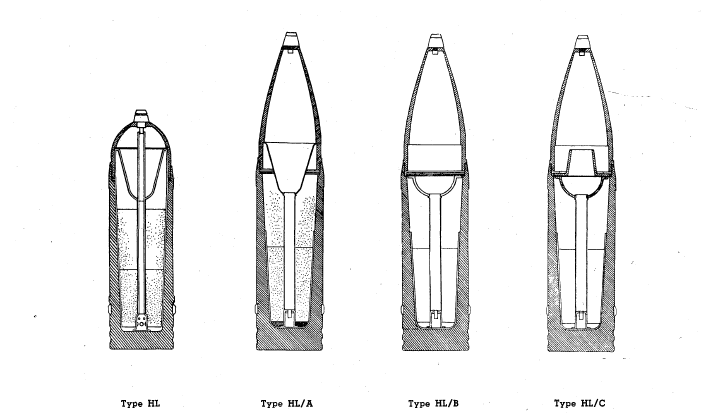
Кумулятивные снаряды серии «Granate Hohlladung 38» в разрезе.

- K.Gr.rot.Pz. (бронебойный с защитным наконечником)
- Gr.38 Hl/A (кумулятивный)
- Gr.38 Hl/B (кумулятивный)
- Gr.38 Hl/C (кумулятивный)
- 7,5 cm Sprgr.34 (осколочно-фугасный)

| Вид снаряда             | K.Gr.rot Pz. (бронебойно-трассирующий) | Gr.38 HL (кумулятивный) | Gr.38 HL/A (кумулятивный) | Gr.38 HL/B (кумулятивный) | Gr.38 HL/C (кумулятивный) |
| ----------------------- | -------------------------------------- | ----------------------- | ------------------------- | ------------------------- | ------------------------- |
| Масса снаряда, кг       | 6,8                                    | 4,5                     | 4,4                       | 4,57                      | 5,0                       |
| Начальная скорость, м/с | 385                                    | 452                     | 450                       | 450                       | 450                       |
| Бронепробиваемость, мм  |                                        |                         |                           |                           |                           |
| 100 м                   | 41                                     | 45                      | 70                        | 75                        | 100                       |
| 500 м                   | 39                                     | 45                      | 70                        | 75                        | 100                       |
| 1000 м                  | 35                                     | 45                      | 70                        | 75                        | 100                       |
| 1500 м                  | 33                                     | 45                      | 70                        | 75                        | 100                       |

## Бронетехника
- Sd.Kfz. 141/2 (Panzerkampfwagen III) Ausf. N
- Sd.Kfz. 142 (Sturmgeschütz III) Ausf. A, B, C, D, E
- Sd.Kfz. 161 (Panzerkampfwagen IV) Ausf. A, B, C, D, E, F1
- Sd.Kfz. 233 Schwerer Panzerspähwagen «Stummel»
- Sd.Kfz. 234/3 Schwerer Panzerspähwagen «Stummel»
- Sd.Kfz. 251/7 Mittlerer Schützenpanzerwagen mit 7,5 cm KwK 37
- Sd.Kfz. 250/8 Leichter Schützenpanzerwagen mit 7,5 cm KwK 37